# Feu de Matsumae
El Feu de Matsumae (japonès: 松前藩, Matsumae-han) també conegut com a Feu de Fukuyama (福山藩, Fukuyama-han) o Feu de Tate (館藩, Tate-han) va ser un domini feudal japonés situat a la península d'Oshima, al sud de l'illa d'Ezo, actual Hokkaidō. La seua capital fou la vila de Fukuyama (actual Matsumae). El feu desaparegué l'any 1871 amb l'abolició del sistema feudal per part del govern Meiji. Aquest estat feudal, l'únic a tot Hokkaidō, es pot considerar el precedent de l'autoritat governamental japonesa a l'illa, sent l'antecessor a l'Oficina de Colonització de Hokkaidō o l'actual govern de Hokkaidō.
El feu de Matsumae va ser fundat vora l'any 1590 per una branca del clan Takeda, els Kakizaki, que canviaren el seu nom pel de Matsumae. Els Kakizaki es van establir al sud de l'actual Hokkaidō després que un dels seus avantpassats, Nobuhiro Takeda, assassinara el 1457 al cabdill ainu Koshamain. A finals del segle xvi, Oda Nobunaga concedeix permís als Kakizaki per a instal·lar un domini a la zona en reconeixement de la seua ajuda, així com els privilegis de no haver de contribuir amb arròs anualment al shogunat o no haver de fer Sankin-kōtai. El feu es fundà com una mena d'estat fronterer o marca entre el Japó o allà on habitaven els yamato i els territoris salvatges dels ainus. El domini de Matsumae, a diferència de la gran majoria de feus d'arreu del Japó va fonamentar la seua economia en el comerç amb els ainus i no exclusivament en l'agricultura.

## Govern
Durant tota la seua història, el feu va estar governat pel clan Matsumae, fundadors del domini. La seu del govern es trobava al castell de Matsumae o Fukuyama, localitzat a la vila del mateix nom.

### Llista deDaimyos
| Imatge | Nom          | Inici | Final | Comentaris                                                      |
| ------ | ------------ | ----- | ----- | --------------------------------------------------------------- |
|        | Yoshihiro I  | 1616  | 1616  | 1r senyor de Matsumae.Fill de Suehiro Kakizaki.Camarlenc d'Izu. |
|        | Kinhiro I    | 1617  | 1641  | Camarlenc de Shima.                                             |
|        | Ujihiro I    | 1641  | 1648  |                                                                 |
|        | Takahiro I   | 1648  | 1665  |                                                                 |
|        | Norihiro I   | 1665  | 1720  | Camarlenc de Shima.                                             |
|        | Kunihiro I   | 1721  | 1743  | Camarlenc de Shima.                                             |
|        | Sukehiro I   | 1743  | 1765  | Camarlenc de Wakasa.                                            |
|        | Michihiro I  | 1765  | 1792  | Camarlenc de Shima.                                             |
|        | Akihiro I    | 1792  | 1833  | Camarlenc de Wakasa.Desterrat (1807-1821)                       |
|        | Yoshihiro II | 1834  | 1839  |                                                                 |
|        | Masahiro I   | 1839  | 1849  | Camarlenc de Shima.Germà de Yoshihiro II.                       |
|        | Takahiro II  | 1849  | 1865  | Camarlenc d'Izu.6é fill d'Akihiro I.                            |
|        | Norihiro II  | 1866  | 1868  | Camarlenc de Shima.                                             |
|        | Nagahiro I   | 1869  | 1871  | Darrer senyor de Matsumae.                                      |